# Seksschandaal
Een seksschandaal is een schandaal over een verondersteld of echt aspect van iemands seksualiteit, eventueel uit het verleden. Om tot schandaal uit te groeien moet het gewraakte gedrag als  normoverschrijdend worden beschouwd. Vaak zijn bij seksschandalen beroemdheden betrokken, omdat die als rolmodel worden gezien, maar van ook andere personen met een voorbeeldfunctie wordt het gedrag nauwlettender gevolgd dan van de gewone burger. Te denken valt aan dominees, priesters, imams, leraren en ethici.
Een seksschandaal kan ontstaan doordat iemand al te openlijk zijn seksualiteit beleeft of bespreekt, maar meestal wordt iemand betrapt of maken derden het gedrag openbaar. Justitie of journalisten kunnen uit hoofde van hun taak veronderstelde misdragingen aan de kaak stellen, maar ook tipgevers brengen zaken aan het rollen. Sensatiezucht, wraak en chantage kunnen motieven zijn voor de tipgever.
Sommige schandalen ontstaan of verergeren doordat betrokkenen hun gedrag verborgen wilden houden, hetzij uit schaamte, hetzij uit vrees om te schande gemaakt te worden, wat kan leiden tot echtscheiding, negatieve publiciteit of schade aan de loopbaan.
Er kunnen verschillende redenen zijn waardoor een seksschandaal ontstaat:
- overspel
- buitenechtelijke kinderen
- homofilie
- prostitutiebezoek
- pedofilie
- verkrachting/aanranding
- ex-prostitutie
- een pornocarrière uit het verleden
- de partner heeft een crimineel of anderszins belastend verleden

## Invloed van ontkenning
Opmerkelijk is dat de mate waarin een kwestie door de publieke opinie tot schandaal gerekend wordt deels door de persoon in kwestie zelf bepaald wordt. Dit komt door ontkenning. De buitenechtelijke kinderen van Prins Bernhard waren bijvoorbeeld een schandaal in Nederland, terwijl de buitenechtelijke kinderen van François Mitterrand niet tot een schandaal leidden, omdat Mitterrand zich niet distantieerde van zijn verleden en openlijk tegenover de media stelde dat men zich niet met zijn privé-zaken moest bemoeien, maar hem moest aanspreken op zijn werk als politicus. Het is dus deels sterk afhankelijk hoe de persoon in kwestie zelf reageert op de situatie.

## Exhibitionisme

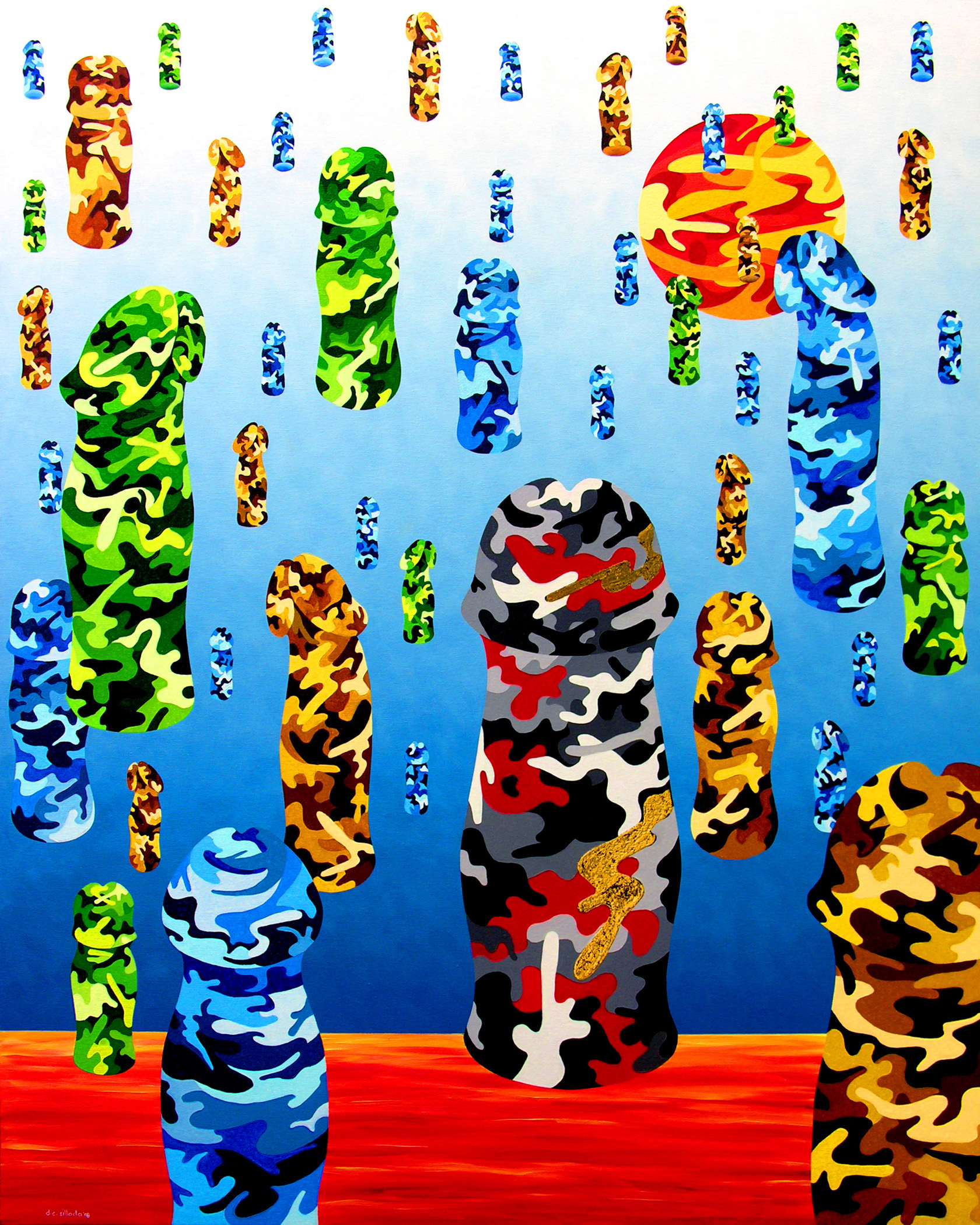
Political Masturbation on Mass Media and Television, van Danny Sillada, 2009

Daarnaast dient er rekening mee gehouden te worden dat een seksschandaal door de persoon zelf opgezet kan zijn, om extra media-aandacht te verwerven. Men noemt dit verschijnsel sensationalisme, wat een vorm van exhibitionisme is en vanuit psychologisch perspectief een ogenschijnlijk betrekkelijk onschuldige vorm van automutilatie, maar wél een die belastende psychische gevolgen kan hebben in de toekomst en schaamte of schuldgevoelens kan opwekken.

## Lijst van seksschandalen
1314
- Tour de Nesle.

1772
- Arrestatie van Markies de Sade wegens sodomie (destijds een misdaad).

1812
- Overspel van vrouw van William Lamb.

1829
- De Petticoataffaire.

1898
- De Ierse schrijver Oscar Wilde wordt tot enkele jaren celstraf veroordeeld wegens sodomie (destijds een misdaad).

1899
- De Franse president Félix Faure sterft tijdens seks met zijn maîtresse.

1915
- De arrestatie van schilder Egon Schiele vanwege de inhoud van zijn doeken.

1921
- Komiek Roscoe "Fatty" Arbuckle wordt gearresteerd op verdenking van moord op een jong meisje tijdens een seksfeestje. Hij wordt later volledig vrijgesproken, maar zijn carrière is definitief voorbij.

1942
- Acteur Errol Flynn wordt vrijgesproken van verkrachting.

1958
- Huwelijk tussen rockzanger Jerry Lee Lewis en zijn 13-jarige achternicht Myra Gale Brown.

1963
- De Profumo-affaire

1976
- Prins Bernhards buitenechtelijke dochter bij Hélène Grinda.

1977
- Filmregisseur Roman Polański bekende onwettig seksueel contact met een 13-jarig Amerikaans meisje. Hij werd veroordeeld, maar pleegde vluchtmisdrijf. Hij zou pas in 2009 gearresteerd worden maar hij werd door de Zwitserse justitie niet uitgeleverd.

1979
- De Roze Balletten in België

1988
- Een seksvideo rond de Amerikaanse acteur Rob Lowe en twee vrouwen, waarvan één minderjarig, lekt uit.
- In de VS wordt televangelist Jimmy Swaggart op overspel met een prostituee betrapt. Zijn collega Jim Bakker werd een jaar eerder gearresteerd wegens verkrachting van een vrouw in 1980.

1989
- De Amerikaanse arts Cecil Jacobson blijkt diverse vrouwen via kunstmatige inseminatie te hebben bevrucht met zijn eigen sperma, zonder hen hiervan op de hoogte te brengen.

1991
- De Amerikaanse komiek en kindertelevisiepresentator Pee-wee Herman (Paul Reubens) wordt opgepakt op verdenking van masturbatie in een pornobioscoop. Hij speelt zijn beroemdste typetje daarna jaren niet meer.

1992
- Joop Wilhelmus veroordeeld wegens incest met zijn dochters.

1993
- Prins Charles en zijn uitspraak over de tampon van Camilla Parker Bowles via een telefoongesprek.
- Popzanger Michael Jackson wordt aangeklaagd wegens kindermisbruik. Hij koopt de vader van de beklaagde in 1994 echter af met een miljoenensom. In 2003 werd Jackson opnieuw aangeklaagd door een ander kind wegens soortgelijke feiten. Er volgde in 2005 een proces waarbij de popzanger werd vrijgesproken.
- De Amerikaanse bordeelhoudster Heidi Fleiss ("The Hollywood Madam") wordt gearresteerd. Ze blijkt veel beroemde Hollywoodsterren over de vloer te hebben gehad, wat uitmondt in een schandaal.

1994
- De buitenechtelijke dochter van de Franse president François Mitterrand.
- In Engeland wordt politicus Stephen Milligan dood teruggevonden, overleden na wurgseks met een prostituee.

1995
- De privéseksfilm van actrice Pamela Anderson en rockzanger Tommy Lee.
- Hugh Grants arrestatie tijdens een bezoek aan een prostituee.

1996
- De Lewinsky-affaire rond de Amerikaanse president Bill Clinton en zijn secretaresse Monica Lewinsky.

1997
- Popzanger Gary Glitter opgepakt en later veroordeeld wegens bezit van kinderporno.

1998
- Popzanger George Michaels arrestatie in een herentoilet waar hij een undercover politieagent om seks vroeg.

2001
- Tennisser Boris Beckers bezemkast-affaire.

2002
- Popzanger R. Kelly's arrestatie wegens seks met minderjarigen.
- De Britse ex-premier John Major blijkt in het verleden een buitenechtelijke affaire te hebben gehad met politica Edwina Currie, terwijl ze beiden al een partner hadden. De affaire duurde vier jaar en vond plaats vóór Major premier werd.

2003
- De Belgische discotheekeigenaar Frank Verstraeten wordt veroordeeld wegens openbare zedenschennis in zijn discotheek Zillion.
- Joop Schafthuizen, de partner van schrijver Gerard Reve, wordt veroordeeld wegens bezit van kinderporno en aanranding van een 13-jarig jongetje.

2004
- Een privé-seksfilm van Paris Hilton lekt uit op internet.
- Ook rond de Kroatische zangeres Severina Vučković lekt een privéseksfilm uit.
- De Nederlandse politicus Rob Oudkerk komt in een negatief daglicht te staan wegens prostitueebezoeken, cocaïnegebruik en surfen naar pornografie op het internet.

2005
- Het seksschandaal rond de Belgische journalist Philippe Servaty, die op reis in Marokko naar bed ging met verschillende callgirls, hen beloofde dat hij hen mee naar België zou nemen en als wederdienst foto's liet nemen van hun seksuele spelletjes. Hij plaatste de foto's vervolgens online onder een pseudoniem en met erg denigrerende commentaren.
- De Belgische jeugdschrijver Gie Laenen opgepakt wegens kindermisbruik.

2006
- Mark Foleys seksueel getinte e-mails.

2008
- Eliot Spitzer's contact met een callgirl.

2009
- De Italiaanse premier Silvio Berlusconi wordt aangeklaagd wegens overspel.
- De Amerikaanse golfkampioen Tiger Woods wordt beschuldigd van verschillende buitenechtelijke affaires.

2010
- De Belgische priester Roger Vangheluwe bekent dat hij in het verleden kinderen seksueel heeft misbruikt.
- De Amsterdamse zedenzaak rond jarenlang kindermisbruik in een Amsterdams kinderdagverblijf.

2011
- De Amerikaanse politicus Anthony Weiner treedt af, nadat hij een erotische foto van zichzelf via Twitter verzond en hier in eerste instantie over loog.

2012
- De Vlaamse ex-radio- en televisiepresentator Jos Ghysen wordt aangeklaagd door verschillende vrouwen wegens ongewenste intimiteiten tijdens zijn actieve carrière.
- De Vlaamse ex-presentator Walter Capiau wordt vervolgd wegens het plegen van ongewenste intimiteiten bij minderjarige jongens toen hij vroeger scoutsleider was.
- De in 2011 overleden Britse televisiepresentator Jimmy Savile, die door iedereen geliefd was vanwege zijn filantropische inzamelacties voor goede doelen, blijkt jarenlang minderjarige meisjes te hebben misbruikt. Dit bleek al jaren een publiek geheim bij verschillende BBC-medewerkers die echter niets (durfden) ondernemen.

2014
- Diverse vrouwen doen een aanklacht tegen de Amerikaanse komiek Bill Cosby wegens seksueel misbruik.